# 成公 (鄭)
成公（せいこう、紀元前?年 - 紀元前571年）は、春秋時代の鄭の君主。姓は姫、名は睔（こん）。

## 生涯
鄭の襄公の子として生まれる。
悼公2年（前585年）6月、兄の悼公が薨去したため、睔が立って鄭君（以降は成公と表記）となった。秋、鄭と晋が盟を結んだため、楚の子重（公子嬰斉）が鄭を攻撃してきた。これに対し、晋の欒書が救援にやって来て鄭を救った。
成公元年（前586年）秋、ふたたび楚の子重が攻めてきたが、盟によって諸侯軍が救援に駆け付け、鄭の大夫である共仲と侯羽は楚の鄖公鍾儀を捕らえて晋に献上した。8月、晋・斉・宋・衛・鄭・魯・曹・莒・邾・杞の10カ国は馬陵（衛の地）で盟を結んだ。
成公3年（前582年）春、楚の共王が鄭と盟を結ぶべく公子成をよこしてきたので、成公は密かに楚の公子成と鄧（蔡の地）で会合した。秋、一方で成公は晋に参朝したが、楚と盟を結んだことがばれて銅鞮（晋の地）で捕われてしまう。晋の景公は欒書に命じて鄭を撃たせた。
成公4年（前581年）春、鄭は君主不在のまま晋の命令を受けた衛の侵攻を受けた。3月、公子班は新たに庶兄の繻（しゅ）を立てて鄭君とした。4月、鄭の人は繻を殺して髠頑（こんがん）を立てたため、公子班は許へ亡命した。5月、晋は鄭が新君を立てたと聞いて鄭を攻撃し、鄭の子罕（公子喜）の賄賂和平と子然の盟を受けてようやく成公を帰国させた。6月、成公は自分の不在中に新君を立てた者を討ち、叔申（公孫申）とその弟である叔禽を殺した。
成公7年（前578年）5月、成公は晋・斉・宋・衛・魯・曹・邾・滕とともに秦を攻撃した。6月、公子班が訾（し：鄭の地）から都の大宮（祖先の廟）へ攻め込もうとして失敗し、子印と子羽を殺して都の市場に陣取った。子駟（公子騑）は国人を率いて大宮で盟い、遂に公子班の軍に焼き打ちをかけて公子班・子駹（公子班の弟）・孫叔（公子班の子）・孫知（子駹の子）らを殺した。
成公8年（前577年）8月、子罕（公子喜）が許を撃って敗北したため、成公は許を撃って外城まで攻め入った。許の人は叔申が望んでいた領地の境界を定めるという条件で和平を申し出た。
成公9年（前576年）3月、成公は晋・斉・宋・衛・魯・曹・邾と会合し、戚（衛の地）で同盟を結んだ。6月、楚の共王が鄭に侵攻した。これに対し、鄭の子罕は楚本国を襲撃し、新石を取った。
成公10年（前575年）、鄭が晋との盟を破って楚と盟を結んだ。これに晋の厲公が怒り、出兵して鄭を撃ったが、楚の共王の援けで鄭は助かった。その後、晋と楚が鄢陵で戦い、楚が敗れた（鄢陵の戦い）。
成公11年（前574年）1月、子駟が晋の虚と滑に侵攻したため、衛の北宮括が晋を救うべく鄭に攻め込んできた。5月、尹の武公・単の襄公・晋の厲公・斉の霊公・宋の平公・衛の献公・曹の成公・魯の成公・邾の人らは会合して鄭を攻撃した。冬、諸侯軍がふたたび鄭を攻撃したが、楚の公子申の援けによって鄭は救われ、諸侯軍は撤退した。
成公12年（前573年）6月、成公は宋に侵攻し、曹門（宋都の門）にまで迫り、楚の共王とともに朝郟（ちょうこう）を取った。
成公13年（前572年）5月、鄭軍は晋の悼公に洧水（いすい）のほとりで敗れ、城に立て籠もった。そのため晋は撤退した。
成公14年（前571年）6月、成公が薨去し、子の髠頑（こんがん）が立って鄭君（釐公）となった。

## 参考資料
- 『春秋左氏伝』（成公六年、七年、九年、十年、十三年、十四年、十五年、十七年、十八年、襄公元年、二年）
- 『史記』（鄭世家第十二）